# Dance Central 3
Dance Central 3 es un videojuego musical desarrollado y publicado por Harmonix Music Systems y codesarrollado por Backbone Entertainment. Fue anunciado en el E3 2012 durante la conferencia de prensa de Microsoft. El juego fue lanzado el 16 de octubre de 2012 en Norteamérica y América Latina, y el 19 de octubre de 2012 en Europa, Asia, Australia, y Japón.

## Jugabilidad
El juego es similar a los dos anteriores de la serie en la que los jugadores siguen los pasos de baile que son detectados por el sensor Kinect de Xbox 360. Cuanto más precisos sean los movimientos de los jugadores, más puntos ganarán. Dificultades más duras significan movimientos más difíciles a seguir. Incluye el nuevo modo "Duelo de grupos" en el que dos equipos de hasta cuatro jugadores se enfrentan en una serie de actuaciones de baile, batallas y minijuegos. Hay otros 2 minijuegos, uno llamado "Mantén el ritmo" donde el jugador tendrá que seguir el ritmo y el otro llamado "Haz tu paso", minijuego que hará que los jugadores compitan haciendo rutinas sobre la marcha. También nuevo en Dance Central 3 es el modo Principiante, un modo de dificultad para las personas completamente nuevas a los juegos de baile; y el modo de fiesta, donde canciones y minijuegos aleatorios se suceden según cómo la gente vaya jugando y adaptará la dificultad dependiendo de lo bien que juegue.

## Personajes
Todos los personajes de los dos últimos juegos regresan con la adición de Rasa y Lima, los cuales forman el Crew (Equipo) DCI.
Los Crews DCI, Lu$h, Hi-Def, Flash4wrd, y Riptide están disponibles desde el principio, mientras que D-Coy, MOC, Glitterati, D-Cypher, Icon y el Crew Ninja se desbloquean subiendo de nivel.
| Rasa/Mr. D       | DCI            | Outfits: | DCI Agent: Black Suit, Gray Shirt, Pink Tie With Purple Stripes, Black Shoes, Telephone Reviewer, Silver Bracelet, Gold Ring, White Circled Earrings, White Nails. | Quotes: | That was the hotness! A true DCI performance!                    |
| Lima/Bunmi       | DCI            | Outfits: | DCI Agent: Grey-Black Leggings, Black Tights, Purple Halter Top, Grey-Black Short-Sleeved Vest, Black Belly, Black Flats, Black Laces, Purple Jewelled Earrings, Silver Bangles Worn, Telephone Reviewer, Red Lipstick, Purple Nails. | Quotes: | Yeah, that spotlights looking good on you, honey! You got it!    |
| Angel/Braden     | Lu$h Crew      | Outfits: | Crew Look: Blue And White Striped Tank Top, Open Blue Jacket, Brown Belt, Necklace, Tan Pants, Red Boat Shoes, Gold Watch, Gray Visor, White Nails. | Quotes: | Yeah, that's how we get the big score, you gotta go all in!      |
| Aubrey/Enaka     | Lu$h Crew      | Outfits: | Crew Look: Vintage Navy Blue Sailor Girl Outfit, Gold Buttons, Red Belt, Red Shoes, Striped Blue Leather Belt Bracelet, Silver Chain Bracelets with a Gold Anchor, Gold Headband, Red Nails. | Quotes: | Two Things: That was amazing, and where did you get those shoes? |
| Mo/Butch         | Hi-Def         | Outfits: | Crew Look: TV Neon Color Bar Shirt, Jeans, Purple Sneakers, Hot Pink Belt, White Watch, Sweatshirt, Hat, White Nails. | Quotes: | I'd say I was surprised, but your boy don't need to lie!         |
| Glitch/Sean      | Hi-Def         | Outfits: | Crew Look: T-Shirt With A Neon Color-Bar Pattern, Red Bandana, Black Leather Glove, Black Elbow Pad, Black Jeans With White Stitching That are Rolled Up At Ankle-Length, Green Suspenders, Yellow Socks, Purple Sneakers, Green Streak, Green Nails. | Quotes: | Woah! You got a cheat code or something?                         |
| Taye/Ethan       | Flash4wrd      | Outfits: | Crew Look: Yellow Top With a T in her middle of it, green hoodie accented with white, jeans with her name on her right star designs on both, white and gold sneakers, white belt, gold chain with her name on it, gold hoop earrings, Purple Nails. | Quotes: | Ooh, snap! It's on now!                                          |
| Li'l T./Marianne | Flash4wrd      | Outfits: | Crew Look: Green Baggy Turtleneck, White And Yellow Letterman Jacket With A Lowercase T on her right side and on her back, Gray Denim Skinny Leggings With Lowercases T’s and sparkle designs, white socks, purple and yellow sneakers, white belt, silver hoop earrings, gold scrunchies, wrist bands in green yellow and gray, gray and gold cap with a S on it, keychain mode-led after a head of Eliot, White Nails. | Quotes: | Ay, look you went to town on that one! Hey!                      |
| Emilia/Staples   | Riptide        | Outfits: | Crew Look: Red Swimsuit, Black Mini Jacket With Her Crew Logo On Her Back, Thigh-High White And Red Striped Socks, Black Sneakers Accented In Red And White, White Wristband with Brown Stripes, Bone Necklace, White Headband, White Nails. | Quotes: | Victory tastes oh so sweet, doesn't it!                          |
| Bodie/Mr. W      | Riptide        | Outfits: | Crew Look: Long-Sleeved Tee, Black Vest, Red And White Shorts, White Shoes, Key Lanyard, Black Wrist Band With Red Stripes On It, Black Knee Pad, No Nails. | Quotes: | You know that's how we do! Riptide!                              |
| MacCoy/Scott     | D-Coy          | Outfits: | DC Classic: Orange Goggles, White And Green Striped Sweatband, Orange And Yellow And Green Jacket, Brown T-Shirt, Green Ski-Pants, Black Knee Pad, White Socks, Black Sneakers, White Wrist Band, White Nails. | Quotes: | That was better than awesome, That was... Are you kidding me?!   |
| Dare/Keira       | D-Coy          | Outfits: | DC Classic: Purple And Pink Tank Top With Her Name On Her Front Of It, Blue Jeans, Green Belt, Black Underwear, Pink Socks, Yellow And Pink Striped Long Sleeves Down Covering Her Hands, Black Boots With A Silver Hanging, Pink Circle And Green Circle, Pink Nails. | Quotes: | That was absolutely mad! Are you with a planet!                  |
| Oblio/Mr. V      | M.O.C          | Outfits: | Under Control/Crew Look: Yellow Mind Control Helmet, Black Coat, White Shirt, Gold Shoulder Pads, Blue Middle Ascot, Blue Napkin With His Back Of A Gold Crow On His Back, Grey Jeans, Black Belt, Black Shoes, Black Nails. | Quotes: | I have... No words.                                              |
| Dr. Tan/McPhee   | M.O.C          | Outfits: | Crew Look: White Circled Small Sunglasses, Black Shirt, Blue Ascot, Blue Napkin, Black Hot Pants, Black Thigh Socks, Black Shoes, Gold Finger, Blue Rankles To His Bottom Of His Hips, Black Nails. | Quotes: | I'd applaud... But waste the energy.                             |
| Kerith/Pate      | The Glitterati | Outfits: | Crew Look: Silver Glitter Top, Black Vest With His Crew Logo On His Back, Black Pants With A Spiral Cut Out of His Bottom, Black Boot, Black Flat, Black Glove, Silver Sleeve Sewn To His Bicep, Black Arm, Painted His Face In Silver And Black, White Nails. | Quotes: | Well... Well... Well... Aren't you just, something?              |
| Jaryn/Lauren     | The Glitterati | Outfits: | Crew Look: Silver Glitter Top, Black Vest With Her Crew Logo On Her Back, Black Pants With A Spiral Cut Out of Her Top, Black Flat, Black Boot, Black Glove, Silver Sleeve Sewn To Her Bicep, Black Arm, Painted Her Face In Silver And Black, Red Nails. | Quotes: | Ooh, What an impressive score, what tricks are up your sleeve.   |
| Cyph56/None      | D-Cypher       | Outfits: | Crew Look: Metal Base, Pink Chest-piece. | Quotes: | The word have beens beanie pants?                                |
| Cyph78/None      | D-Cypher       | Outfits: | Crew Look: Metal Base, Blue Chest-piece. | Quotes: | Dr. Tan's Plan, I have some metal.                               |
| Marcos/None      | Icon Crew      | Outfits: | white t-shirt, white pants, white shoes, black cap. | Quotes: | Marcos speaks that is the bunch of noises.                       |
| Frenchy/None     | Icon Crew      | Outfits: | black t-shirt, black pants, black shoes, white cap. | Quotes: | Frenchy speaks that is the bunch of noises.                      |
| Shinju/None      | Ninja Crew     | Outfits: | pink Easter egg mask, pink tank top with his dc logo on his back, black handlebars, black gloves, pink pants, black belt with a black straps, black socks. | Quotes: | Shinju speaks that is the hi-yah sounds.                         |
| Kichi/None       | Ninja Crew     | Outfits: | blue tube top, blue mask, blue hoodie, grey gloves, grey claws, blue thigh boots, black socks, no pants, blue handkerchief hanging of her waist and her front and her back. | Quotes: | Kichi speaks that is the hi-yah sounds.                          |

## Escenarios
| Escenario           | Crew                       |
| ------------------- | -------------------------- |
| Main Bedroom        | D.I.C.                     |
| Mudroom             | L.E. Five S.H. Crate       |
| Backyard            | Highlighter - Definitional |
| Big House Party     | Flash 76 Forwards          |
| Living Room         | Reptiles Crate             |
| Media Room/Basement | Mayer of Crowns            |

## Niveles
Al Transcurso del Juego se Podrá ir Subiendo de Nivel en su Paso Desbloqueando Novedosos & Antiguos Trajes, Nuevos Equipos & al Final: la Grabadora de Oro.
| Lvl | Recompensa                                                       |
| --- | ---------------------------------------------------------------- |
| 1   | Traje de Staples "Agente DCI"                                    |
| 2   | Traje de Mr. W "Agente DCI"                                      |
| 3   | Traje de Braden "Agente DCI"                                     |
| 4   | Traje de Enaka "Agente DCI"                                      |
| 5   | Traje de Ethan "Agente DCI"                                      |
| 6   | Traje de Marianne "Agente DCI"                                   |
| 7   | Traje de Butch "Agente DCI"                                      |
| 8   | Traje de Sean "Agente DCI"                                       |
| 9   | Avenida "Media Room/Basement"                                    |
| 10  | Decoy (Keira & Scott)                                            |
| 11  | Traje Crew de Butch                                              |
| 12  | Traje Crew de Sean                                               |
| 13  | Traje Crew de Staples                                            |
| 14  | Traje Crew de Mr. W                                              |
| 15  | - Mayer of Crowns (McPhee & Mr. v)+ "Tan-Step" (Canción Secreta) |
| 16  | For Glitter-rich (Pate & Lauren)                                 |
| 17  | Traje Crew de Enaka                                              |
| 18  | Traje Crew de Braden                                             |
| 19  | Traje Crew de Ethan                                              |
| 20  | Traje Crew de Marianne                                           |
| 21  | Traje DC Clásico de Enaka                                        |
| 22  | Traje DC Clásico de Staples                                      |
| 23  | Traje DC Clásico de Ethan                                        |
| 24  | Traje DC Clásico de Butch                                        |
| 25  | Traje DC Clásico de Braden                                       |
| 26  | Ciipher (None & None)                                            |
| 27  | Traje Crew de Lauren                                             |
| 28  | Traje Crew de Pate                                               |
| 29  | Estilo Callejero de Lauren                                       |
| 30  | Estilo Callejero de Pate                                         |
| 31  | Traje de Mr. D "Bajo Control"                                    |
| 32  | Traje de Bunmi "Bajo Control"                                    |
| 33  | Traje de Mr. V "Crew Look"                                       |
| 34  | Traje de Keira "DC Claśico"                                      |
| 35  | Traje de Scott "DC Claśico"                                      |
| 36  | Traje de McPhee "Como un Jefe"                                   |
| 37  | Traje de None "Daño"                                             |
| 38  | Traje de None "Daño"                                             |
| 39  | Babi Sa Ninja Crew (None & None)                                 |
| 40  | Icon Avatar Crew (None & None)                                   |
| 61  | Estéreo Dorado                                                   |

## Canciones
Los siguientes 46 canciones aparecen en el "Dance Central 3" . Todas las canciones están desbloqueados desde el principio, salvo Tan-Step (marcado en rosa), que se desbloquea después.Las Canciones en amarillo son las canciones en el modo historia. Todas las canciones que están en azul son canciones "moda" 
en el modo historia. Después de completar el modo historia, todas las canciones, incluyendo Tan-Step, se convierten en parte de la Master Quest. Cada equipo tiene un total de 9 canciones en el Master Quest, excepto MOC, que sólo tiene Tan-Step..
| Song                                      | Artist                                           | Decade | Choreographer                | Difficulty (Out of 7) | Crew            | Default Character/Outfit   | Default Venue  |
| ----------------------------------------- | ------------------------------------------------ | ------ | ---------------------------- | --------------------- | --------------- | -------------------------- | -------------- |
| "1, 2 Step"                               | Ciara ft. Missy Elliott                          | 2000s  | Chanel Thompson              | 2                     | Riptide         | Emilia - Retro Fitted      | Studio 675     |
| "Ain't 2 Proud 2 Beg"                     | TLC                                              | 1990s  | Frenchy Hernández            | 4                     | Flash4wrd       | Taye - Retro Fitted        | Invite Only    |
| "Around the World"                        | Daft Punk                                        | 1990s  | Kunle Oladehin               | 6                     | Hi-Def          | Mo - Retro Fitted          | Toprock Ave.   |
| "Bass Down Low"                           | Dev ft. The Cataracs                             | 2010s  | Nick DeMoura                 | 5                     | DCI             | Rasa - DCI Agent           | DCI HQ         |
| "Better Off Alone"                        | Alice DeeJay                                     | 1990s  | Marcos Aguirre               | 1                     | Lu$h Crew       | Angel - Retro Fitted       | Free Skate     |
| "Beware of the Boys (Mundian To Bach Ke)" | Panjabi MC                                       | 2000s  | Ricardo Foster Jr.           | 5                     | Hi-Def          | Glitch - Retro Fitted      | Toprock Avenue |
| "Boom Boom Pow"                           | Black Eyed Peas                                  | 2000s  | Marcos Aguirre               | 3                     | Flash4wrd       | Li'l T. - Retro Fitted     | Invite Only    |
| "Boyfriend"                               | Justin Bieber                                    | 2010s  | Torey Nelson                 | 3                     | DCI             | Rasa - DCI Agent           | DCI HQ         |
| "Calabria (2008)"                         | Enur ft. Natasja                                 | 2000s  | Chanel Thompson              | 5                     | Riptide         | Emilia - Retro Fitted      | Studio 675     |
| "Ching-a-Ling"                            | Missy Elliott                                    | 2000s  | Frenchy Hernández            | 5                     | Lu$h Crew       | Miss Aubrey - Retro Fitted | Free Skate     |
| "Cupid Shuffle"                           | Cupid                                            | 2000s  | Devin Woolridge              | 3                     | Riptide         | Bodie - Retro Fitted       | Studio 675     |
| "Da Butt"                                 | E.U.                                             | 1980s  | Ricardo Foster Jr.           | 3                     | Hi-Def          | Mo - Retro Fitted          | Toprock Avenue |
| "Disco Inferno"                           | The Trammps                                      | 1970s  | Frenchy Hernández            | 3                     | Lu$h Crew       | Miss Aubrey - Retro Fitted | Free Skate     |
| "Electric Boogie"                         | Marcia Griffiths                                 | 1980s  | Kunle Oledehin               | 4                     | Hi-Def          | Mo - Retro Fitted          | Toprock Avenue |
| "Everybody (Backstreet's Back)"           | Backstreet Boys                                  | 1990s  | Spikey Soria                 | 4                     | Flash4wrd       | Li'l T. - Retro Fitted     | Invite Only    |
| "Firework"                                | Katy Perry                                       | 2010s  | Chanel Thompson              | 3                     | Riptide         | Emilia - Retro Fitted      | Studio 675     |
| "Get Low"                                 | Lil Jon & The East Side Boyz ft. Ying Yang Twins | 2000s  | Devin Woolridge              | 5                     | Riptide         | Bodie - Retro Fitted       | Studio 675     |
| "Hello"                                   | Martin Solveig ft. Dragonette                    | 2010s  | Marcos Aguirre               | 5                     | Lu$h Crew       | Miss Aubrey - Retro Fitted | Free Skate     |
| "I Am the Best"                           | 2NE1                                             | 2010s  | Frenchy Hernández            | 5                     | Flash4wrd       | Taye - Retro Fitted        | Invite Only    |
| "I Will Survive"                          | Gloria Gaynor                                    | 1970s  | Frenchy Hernández            | 3                     | Lu$h Crew       | Miss Aubrey - Retro Fitted | Free Skate     |
| "Ice Ice Baby"                            | Vanilla Ice                                      | 1990s  | Marcos Aguirre               | 3                     | Flash4wrd       | Li'l T. - Retro Fitted     | Invite Only    |
| "In da Club"                              | 50 Cent                                          | 2000s  | Devin Woolridge              | 2                     | Riptide         | Bodie - Retro Fitted       | Studio 675     |
| "Let the Music Play"                      | Shannon                                          | 1980s  | Ricardo Foster Jr.           | 4                     | Hi-Def          | Glitch - Retro Fitted      | Toprock Ave.   |
| "Macarena (Bayside Boys Mix)"             | Los del Río                                      | 1990s  | Frenchy Hernández            | 2                     | Flash4wrd       | Taye - Retro Fitted        | Invite Only    |
| "Moves like Jagger"                       | Maroon 5 ft. Christina Aguilera                  | 2010s  | Devin Woolridge              | 6                     | Riptide         | Bodie - Retro Fitted       | Studio 675     |
| "Mr. Saxobeat"                            | Alexandra Stan                                   | 2010s  | Marcos Aguirre               | 4                     | DCI             | Lima - DCI Agent           | DCI HQ         |
| "Now That We Found Love"                  | Heavy D & The Boyz                               | 1990s  | Chanel Thompson              | 6                     | Flash4wrd       | Taye - Retro Fitted        | Invite Only    |
| "OMG"                                     | Usher ft. will.i.am                              | 2010s  | Aakomon “AJ” Jones and Usher | 7                     | DCI             | Rasa - DCI Agent           | DCI HQ         |
| "On the Floor"                            | Jennifer Lopez ft. Pitbull                       | 2010s  | Chanel Thompson              | 5                     | Riptide         | Emilia - Retro Fitted      | Studio 675     |
| "Samba de Janeiro"                        | Bellini                                          | 2000s  | Devin Woolridge              | 5                     | Riptide         | Bodie - Retro Fitted       | Studio 675     |
| "Scream"                                  | Usher                                            | 2010s  | Aakomon “AJ” Jones and Usher | 5                     | DCI             | Rasa - DCI Agent           | DCI HQ         |
| "Sexy and I Know It"                      | LMFAO                                            | 2010s  | Torey Nelson                 | 6                     | DCI             | Lima - DCI Agent           | DCI HQ         |
| "Starships"                               | Nicki Minaj                                      | 2010s  | Torey Nelson                 | 2                     | DCI             | Rasa - DCI Agent           | DCI HQ         |
| "Stereo Love"                             | Edward Maya & Vika Jigulina                      | 2000s  | Marcos Aguirre               | 4                     | Lu$h Crew       | Angel - Retro Fitted       | Free Skate     |
| "Stronger (What Doesn't Kill You)"        | Kelly Clarkson                                   | 2010s  | Spikey Soria                 | 7                     | Flash4wrd       | Li'l T. - Retro Fitted     | Invite Only    |
| "Supersonic"                              | J.J. Fad                                         | 1980s  | Ricardo Foster Jr.           | 6                     | Hi-Def          | Glitch - Retro Fitted      | Toprock Ave.   |
| "Tan-Step"                                | M-Cue                                            | 2010s  | Ricardo Foster Jr.           | 5                     | Murder of Crows | Oblio - Crew Look          | Crow's Nest    |
| "Take Over Control"                       | Afrojack ft. Eva Simons                          | 2010s  | Spikey Soria                 | 5                     | Flash4wrd       | Taye - Retro Fitted        | Invite Only    |
| "Teach Me How to Dougie"                  | Cali Swag District                               | 2010s  | Torey Nelson                 | 5                     | DCI             | Lima - DCI Agent           | DCI HQ         |
| "The Hustle"                              | Van McCoy                                        | 1970s  | Marcos Aguirre               | 1                     | Lu$h Crew       | Angel - Retro Fitted       | Free Skate     |
| "Turn the Beat Around"                    | Vicki Sue Robinson                               | 1970s  | Marcos Aguirre               | 3                     | Lu$h Crew       | Angel - Retro Fitted       | Free Skate     |
| "(When You Gonna) Give It Up to Me"       | Sean Paul ft. Keyshia Cole                       | 2000s  | Marcos Aguirre               | 2                     | Hi-Def          | Glitch - Retro Fitted      | Toprock Ave.   |
| "Wild Ones"                               | Flo Rida                                         | 2010s  | Kunle Oladehin               | 5                     | Hi-Def          | Mo - Retro Fitted          | Toprock Ave.   |
| "Y.M.C.A."                                | Village People                                   | 1970s  | Marcos Aguirre               | 5                     | Lu$h Crew       | Angel - Retro Fitted       | Free Skate     |
| "You Got It (The Right Stuff)"            | New Kids on the Block                            | 1980s  | Kunle Oladehin               | 3                     | Hi-Def          | Mo - Retro Fitted          | Toprock Avenue |
| "You Make Me Feel..."                     | Cobra Starship ft. Sabi                          | 2010s  | Torey Nelson                 | 7                     | DCI             | Lima - DCI Agent           | DCI HQ         |

## Descargables
Todas las canciones descargable previas son compatibles con Dance Central 3; aun así, los contenidos lanzados durante o después del 16 de octubre de 2012 solo son compatibles con Dance Central 3. El 8 de marzo de 2013, Harmonix anunció que el contenido descargable para Dance Central 3 dejaría de apararecer al finalizar marzo debido a que la compañía cambiaria sus esfuerzos a otros proyectos.
| Canción                           | Artista                       | Década | Coreógrafo                   | Dificultad (1 Hasta 7) | Crew      | Personaje                      | Sitio               | Fecha de Lanzamiento    |
| --------------------------------- | ----------------------------- | ------ | ---------------------------- | ---------------------- | --------- | ------------------------------ | ------------------- | ----------------------- |
| "Euphoria"                        | Usher                         | 2010s  | Aakomon “AJ” Jones and Usher | 5                      | DCI       | Mr. D - DCI Agent              | Main Bedroom        | 20 de noviembre de 2012 |
| "Twisted"                         | Usher ft. Pharrell            | 2010s  | Aakomon “AJ” Jones and Usher | 6                      | DCI       | Mr. D - DCI Agent              | Main Bedroom        | 20 de noviembre de 2012 |
| "Gangnam Style"                   | PSY                           | 2010s  | Devin Woolridge              | 5                      | Riptide   | Mr. W - Retro Style (2000s)    | Main Bedroom        | 27 de noviembre de 2012 |
| "Call Me Maybe"                   | Carly Rae Jepsen              | 2010s  | Spikey Soria                 | 7                      | Flash4wrd | Marianne - DCI Agent           | Living Room         | 4 de diciembre de 2012  |
| "Alejandro"                       | Lady Gaga                     | 2010s  | Marcos Aguirre               | 3                      | Lu$h Crew | Braden - Urban Style           | Main Bedroom        | 25 de diciembre de 2012 |
| "Paparazzi"                       | Lady Gaga                     | 2000s  | Marcos Aguirre               | 4                      | Flash4wrd | Ethan - Team Style (Flash4wrd) | Big House Party     | 25 de diciembre de 2012 |
| "Sorry for Party Rocking"         | LMFAO                         | 2010s  | Kunle Oladehin               | 5                      | Hi-Def    | Butch - Urban Style            | Main Bedroom        | 31 de diciembre de 2012 |
| "Whip It"                         | Nicki Minaj                   | 2010s  | Marcos Aguirre               | 5                      | DCI       | Bunmi - DCI Agent              | Living Room         | 8 de enero de 2013      |
| "International Love"              | Pitbull ft. Chris Brown       | 2010s  | Kunle Oladehin               | 5                      | Hi-Def    | Butch - Urban Style            | Living Room         | 15 de enero de 2013     |
| "Hey Baby (Drop It to the Floor)" | Pitbull ft. T-Pain            | 2010s  | Torey Nelson                 | 7                      | Riptide   | Mr. W - Retro Style (2000s)    | Main Bedroom        | 15 de enero de 2013     |
| "Glad You Came"                   | The Wanted                    | 2010s  | Marcos Aguirre               | 2                      | Lu$h Crew | Braden - Urban Style           | Living Room         | 22 de enero de 2013     |
| "Let It Roll"                     | Flo Rida                      | 2010s  | Ricardo Foster Jr.           | 5                      | D-Coy     | Scott - Stylehead              | Main Bedroom        | 29 de enero de 2013     |
| "What Makes You Beautiful"        | One Direction                 | 2010s  | Marcos Aguirre               | 2                      | Lu$h Crew | Enaka - School Daze            | Big House Party     | 5 de febrero de 2013    |
| "Beauty and a Beat"               | Justin Bieber ft. Nicki Minaj | 2010s  | Marcos Aguirre               | 5                      | Lu$h Crew | Braden - Chill                 | Living Room         | 12 de febrero de 2013   |
| "All Around the World"            | Justin Bieber ft. Ludacris    | 2010s  | Chanel Thompson              | 6                      | Riptide   | Staples - DCI Agent            | Main Bedroom        | 12 de febrero de 2013   |
| "Lights"                          | Ellie Goulding                | 2010s  | Ricardo Foster Jr.           | 6                      | Hi-Def    | Sean - DCI Agent               | Backyard            | 19 de febrero de 2013   |
| "Airplanes"                       | B.o.B ft. Hayley Williams     | 2010s  | Torey Nelson                 | 4                      | DCI       | Mr. D - DCI Agent              | Main Bedroom        | 26 de febrero de 2013   |
| "Take Care"                       | Drake ft. Rihanna             | 2010s  | Devin Woolridge              | 1                      | Riptide   | Mr. D - DCI Tan                | Living Room         | 5 de marzo de 2013      |
| "Umbrella"                        | Rihanna ft. Jay-Z             | 2000s  | Chanel Thompson              | 4                      | Riptide   | Staples - DCI Tan              | Backyard            | 12 de marzo de 2013     |
| "SOS"                             | Rihanna                       | 2000s  | Spikey Soria                 | 5                      | Flash4wrd | Marianne - DCI Tan             | Media Room/Basement | 12 de marzo de 2013     |
| "London Bridge"                   | Fergie                        | 2000s  | Marcos Aguirre               | 3                      | D-Coy     | Keira - DIY Couture            | Big House Party     | 19 de marzo de 2013     |

Además, se pueden importar la lista de canciones de la entregas anteriores con el código incluido en la contraportada del manual de cada disco por 400 Microsoft Points cada una. (Los códigos de importación son únicos de cada manual de juego incluido con el Dance Central original y se pueden usar una sola vez).